# Округ Тејлор (Џорџија)
Округ Тејлор (енгл. Taylor County) је округ у америчкој савезној држави Џорџија.

## Демографија
По попису из 2010. године број становника је 8.906, што је 91 (1,0%) становника више него 2000. године.
| Група             | 2000.         | 2010.         |
| Белци             | 4.847 (55,0%) | 5.123 (57,5%) |
| Афроамериканци    | 3.752 (42,6%) | 3.503 (39,3%) |
| Азијати           | 16 (0,2%)     | 57 (0,6%)     |
| Хиспаноамериканци | 163 (1,8%)    | 164 (1,8%)    |
| Укупно            | 8.815         | 8.906         |